# Слизнево (Нижегородская область)

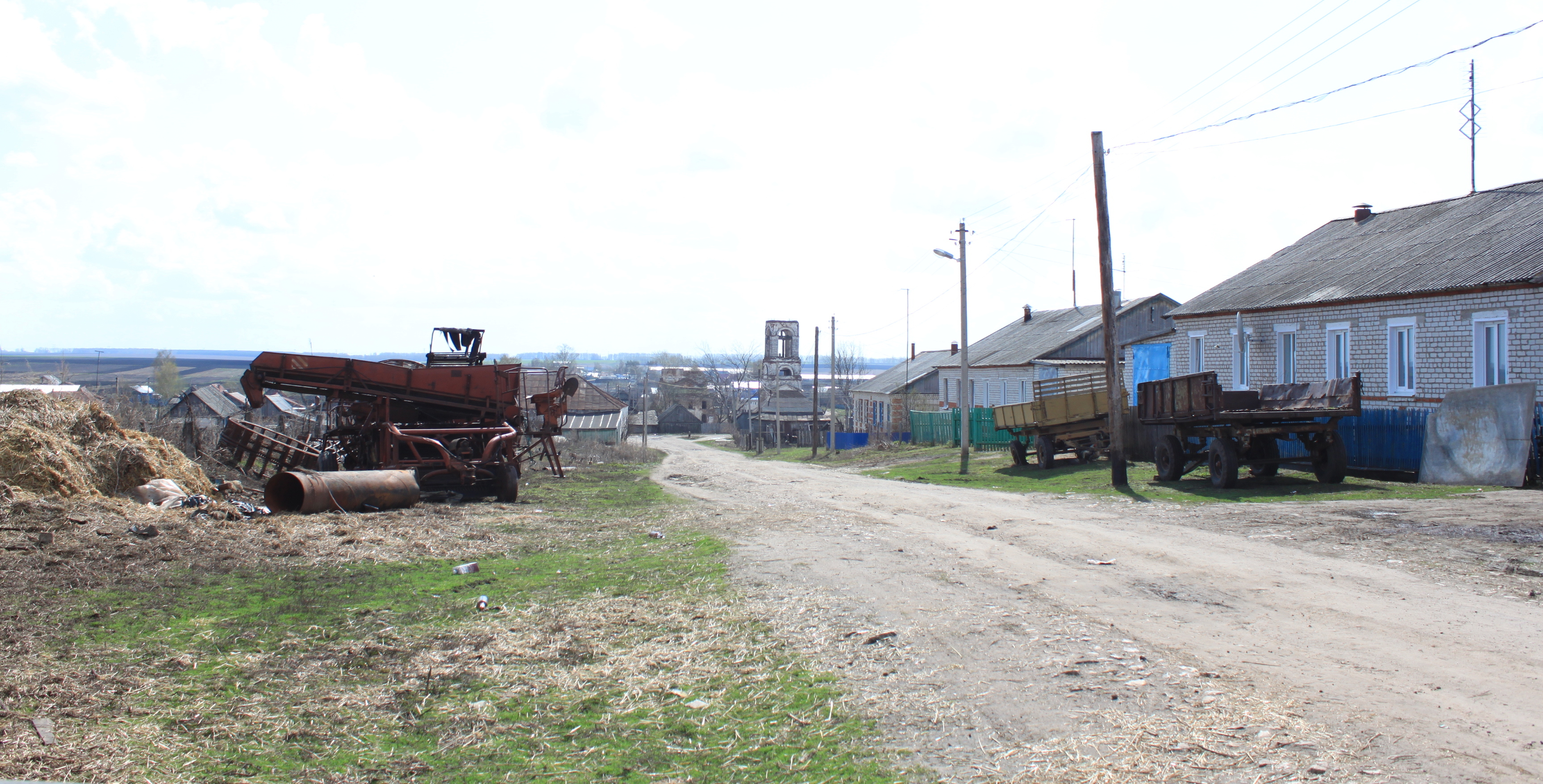
Центральная улица и церковь на заднем плане

Сли́знево — село в Арзамасском районе Нижегородской области России. Административный центр Слизневского сельсовета.

## География
Уличная сеть
| № | Название улицы  |
| - | --------------- |
| 1 | Набережная ул.  |
| 2 | Советская ул.   |
| 3 | Центральная ул. |
| 4 | Школьная ул.    |
| 5 | Южная ул.       |

## Население
| 1999 | 2002 | 2010 |
| ---- | ---- | ---- |
| 565  | ↘529 | ↘481 |

## Известные жители
В селе родились:
- Пётр Павлович Ялин (1925—2009) — советский передовик производства в сельском хозяйстве. Герой Социалистического Труда (1971).
- Алексей Иванович Захаров (1920—2000) — участник Великой Отечественной войны, Герой Советского Союза (1945).

## Инфраструктура
Основа экономики села — сельхозпроизводство. Ещё до Великой Отечественной действовал колхоз «Привет».

## Достопримечательности
В селе находится церковь Спаса Нерукотворного Образа. Престолы: Спаса Нерукотворного Образа, Николая Чудотворца, «Всех скорбящих Радость» иконы Божией Матери. Год постройки: 1816.
Фонд 215. Спасская церковь с. Слизнево Арзамасского уезда Нижегородской губернии 1860—1917 гг.